# اوروانیکانپاتو
اوروانیکانپاتو (به لاتین: Urvanikanpattu) یک منطقهٔ مسکونی در سری‌لانکا است که در استان شمالی (سری‌لانکا) واقع شده‌است.